# Piero del Pollaiuolo

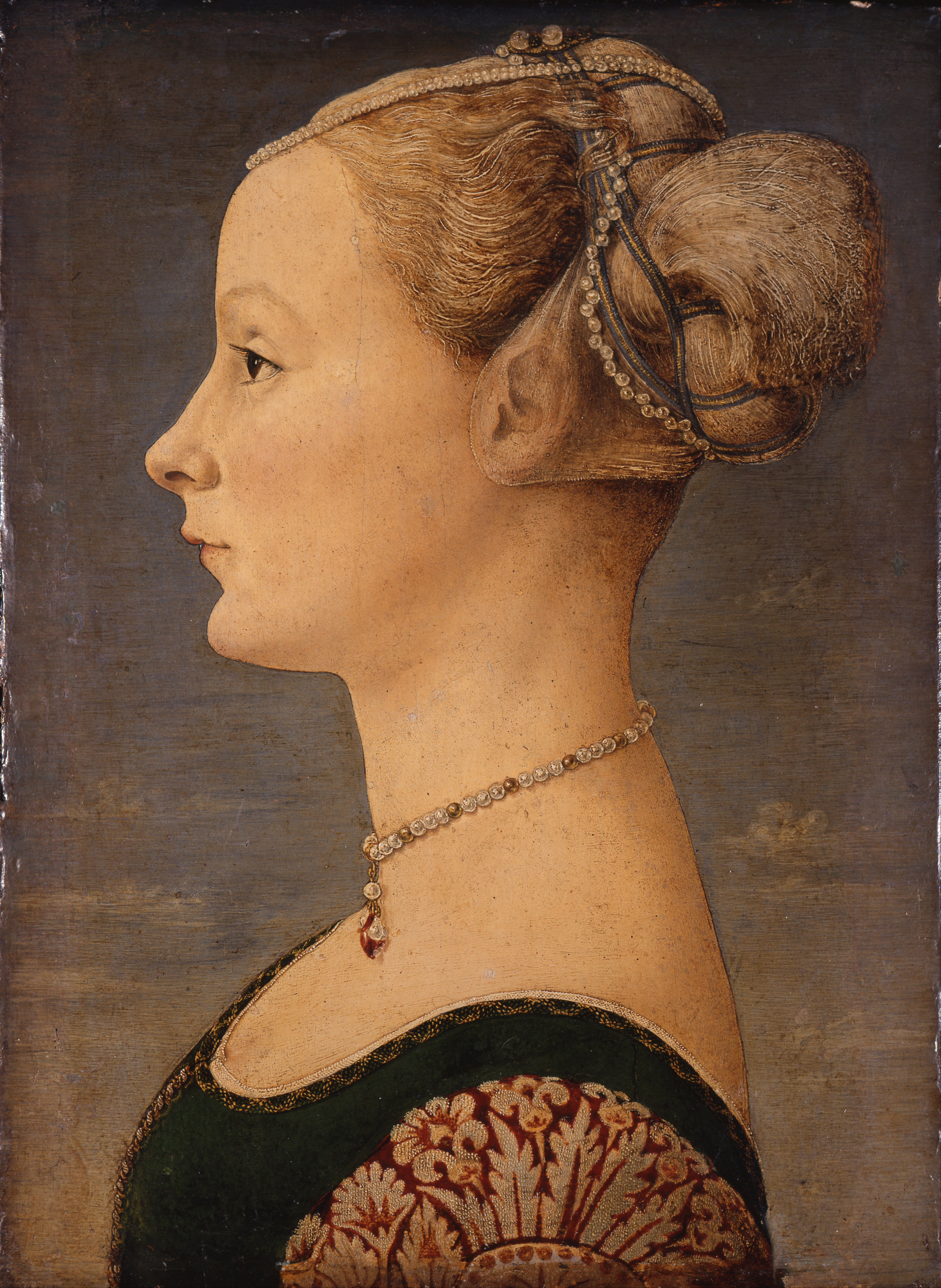
Piero del Pollaiuolo: Bildnis einer jungen Frau im Profil, Mailand Museo Poldi Pezzoli

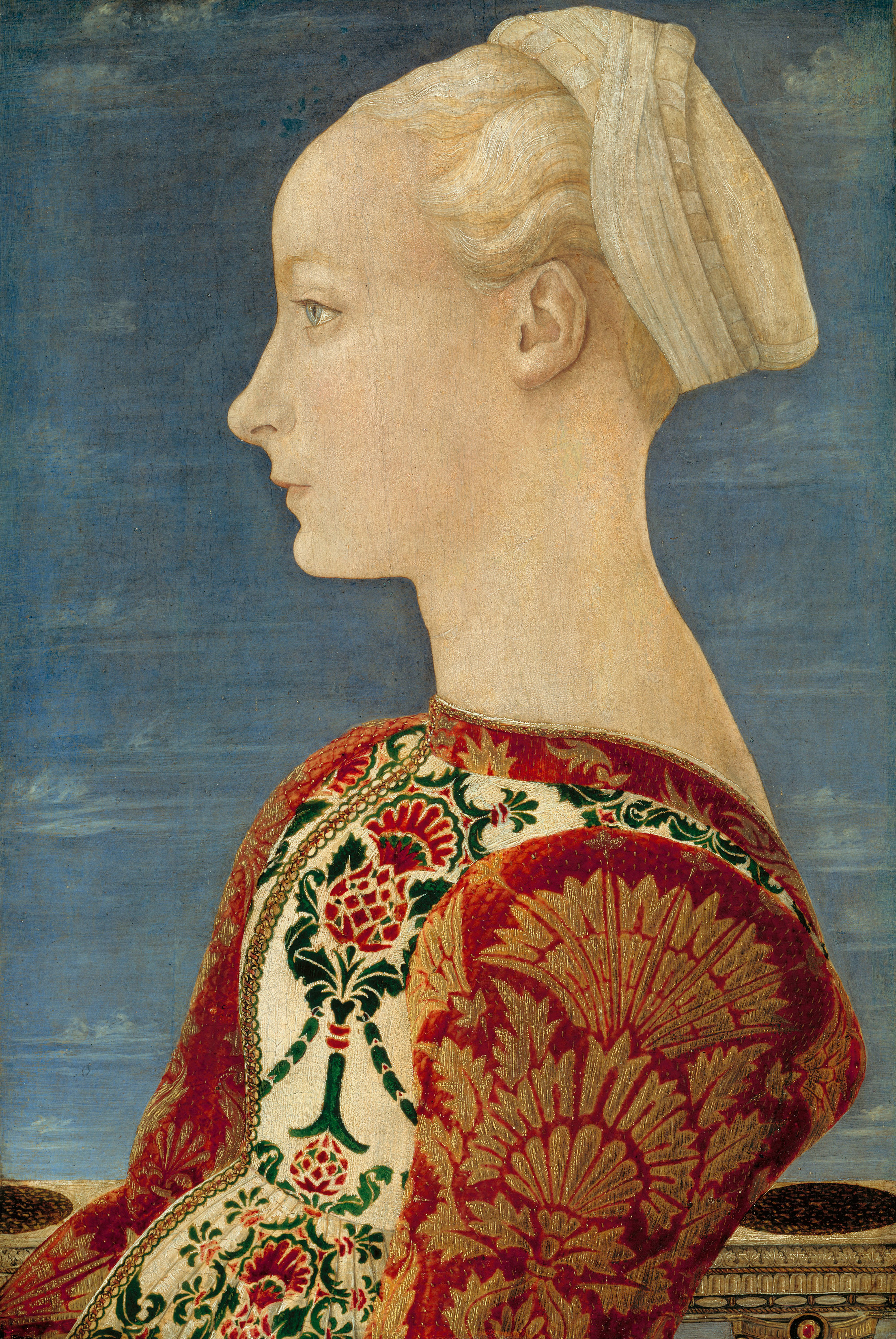
Piero del Pollaiuolo: Bildnis einer jungen Frau im Profil, Berlin Gemäldegalerie (Galt lange Zeit als Werk des Antonio del Pollaiuolo)

Piero del Pollaiuolo, eigentlich Piero di Jacopo d’Antonio Benci (* 1443 in Florenz; † 1496 in Rom) war ein italienischer Maler und wahrscheinlich auch Bildhauer und Goldschmied.

## Leben
Piero del Pollaiuolo war ein jüngerer Bruder des Antonio del Pollaiuolo, von dem er wahrscheinlich auch ausgebildet wurde. Bereits 1460 arbeitete er zusammen mit seinem Bruder an drei Herkulesbildern im Palazzo Medici. Er war Mitarbeiter in der Werkstatt seines Bruders Antonio, wo er sich auf Malerei spezialisierte. Piero war vorwiegend in Florenz tätig. Belegt ist ein Aufenthalt in San Gimignano. Ab etwa 1489 war er in Rom tätig.
In vielen seiner Bilder wird eine Mitarbeit Antonios vermutet. Zahlreiche Bilder, die bis vor kurzem noch als Werke Antonios galten, werden mittlerweile Piero selbst zugeschrieben. Piero del Pollaiuolo ist zusammen mit seinem Bruder Antonio in einem Doppelgrab in der römischen Kirche San Pietro in Vincoli begraben.

## Ausgewählte Werke
- Berlin, Gemäldegalerie
  - Profilbildnis einer jungen Frau, um 1465 (galt lange Zeit als Werk des Antonio del Pollaiuolo)
  - Verkündigung, um 1470
- Florenz, Galleria degli Uffizi
  - Altar der drei Heiligen (Die Heiligen Vincentius, Jakobus d. Ä. und Eustachius), um 1466 (wahrscheinlich zusammen mit Antonio del Pollaiuolo)
  - Allegorie der Mäßigung, um 1469/70
  - Allegorie der Klugheit, um 1469/70
  - Allegorie des Glaubens, um 1469/70
  - Allegorie der Hoffnung, um 1469/70
  - Allegorie der Barmherzigkeit, um 1469/70
  - Bildnis des Galeasso Maria Sforza, um 1471
  - Profilbildnis einer jungen Frau, um 1475 (galt lange Zeit als Werk des Antonio del Pollaiuolo)
- London, National Gallery
  - Das Martyrium des heiligen Sebastian (zusammen mit Antonio del Pollaiuolo)
- Mailand, Museo Poldi Pezzoli
  - Profilbildnis einer jungen Frau, um 1470
- New York, Metropolitan Museum of Art
  - Profilbildnis einer jungen Frau, um 1480
- San Gimignano, Sant’Agostino
  - Die Krönung Mariae, um 1483
- St. Petersburg, Eremitage
  - Maria mit dem Kinde, um 1469/70
- Verbleib unbekannt
  - Der heilige Sebastian (zugeschrieben – am 14. März 1992 bei Nagel in Stuttgart versteigert)